# Ponsacco
Ponsacco és un municipi situat al territori de la província de Pisa, a la regió de la Toscana (Itàlia). Limita amb els municipis de Capannoli, Lari i Pontedera.

## Galeria

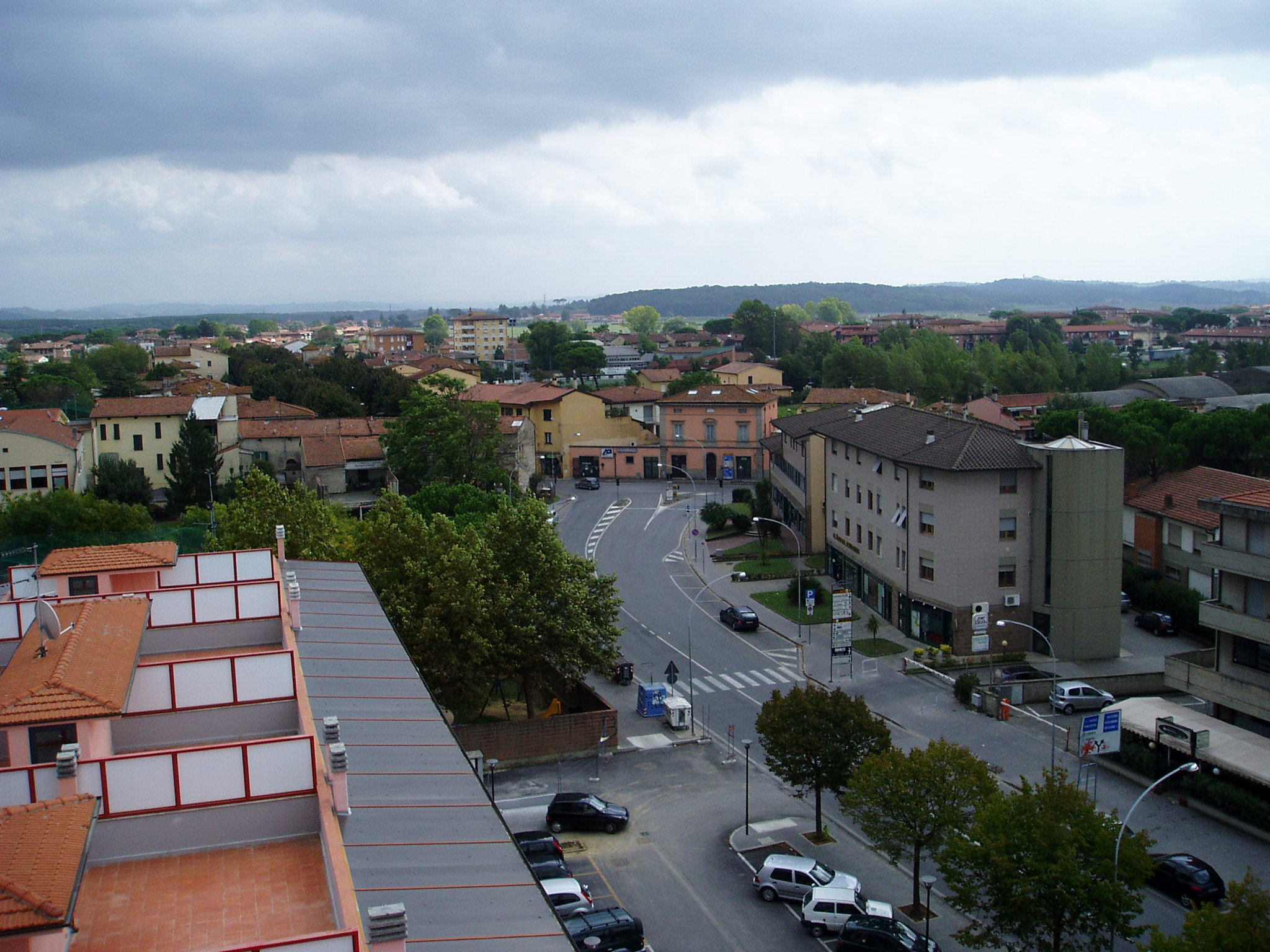
Vista de Ponsacco
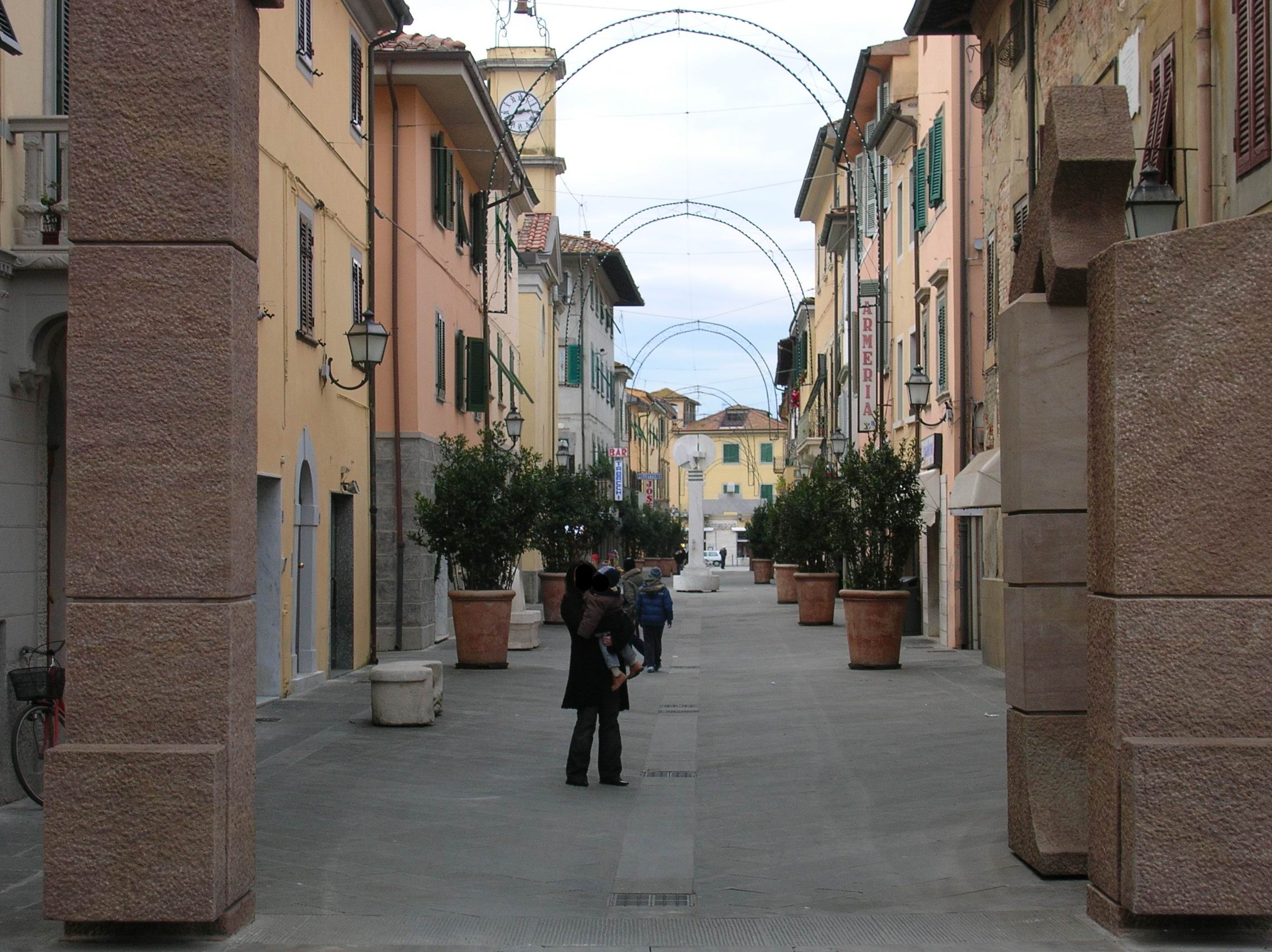
Centre del municipi
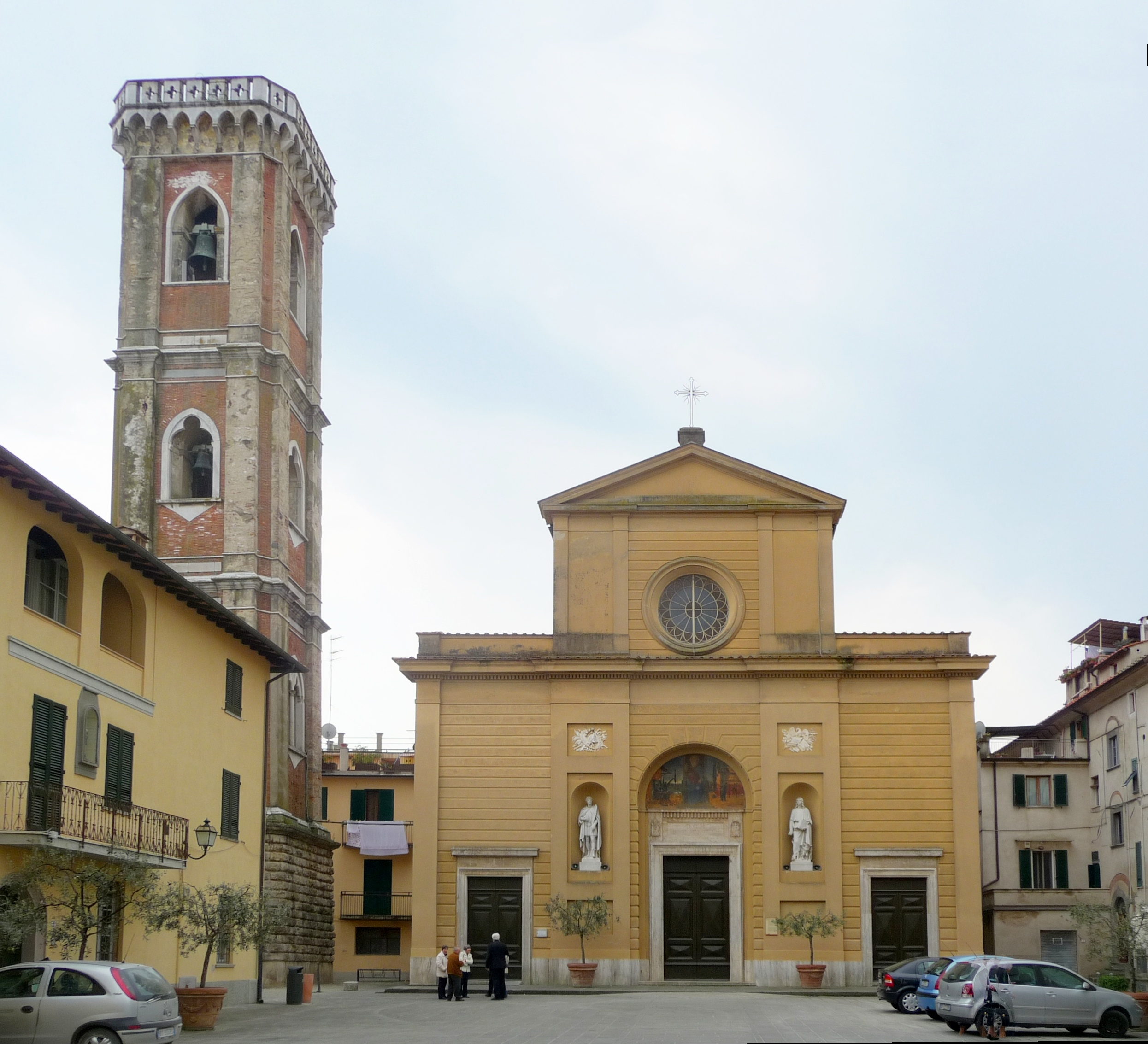
Església de S.Joan Evangelista